# Irene Weingartner

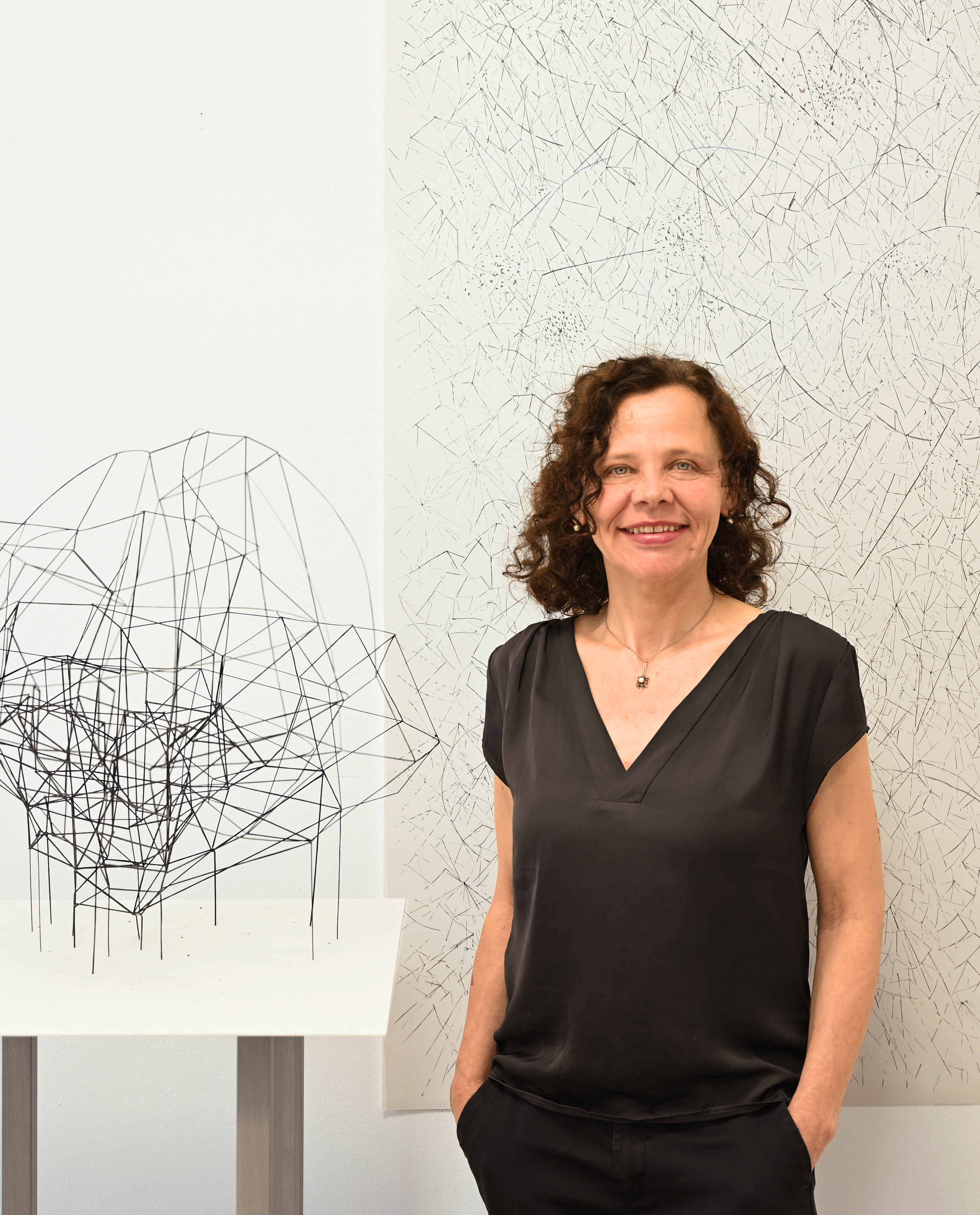
Irene Weingartner, 2024. Photo: Uwe Huxholl

Irene Weingartner (* 1971 in Nottwil) ist eine Schweizer zeitgenössische Künstlerin. Sie lebt und arbeitet in Düsseldorf und Zürich. 2007 hat sie das System für ihre Seismographischen Aufzeichnungen vom Körper ausgehend entwickelt, welche seither den Hauptstrang ihres Werks bilden.

## Leben
Irene Weingartner ist in Nottwil, Schweiz aufgewachsen. Im Anschluss an ihre Ausbildung als Hochbauzeichnerin studierte sie Bildende Kunst an der Hochschule Luzern, an der UDK Berlin und am Chelsea College of Arts, London, wo sie mit dem MA Fine Art 2001 abschloss.
Von 2005 bis 2010 war sie Unterrichtsassistentin und von 2010 bis 2016 Gastdozentin an der Zürcher Hochschule der Künste, Vertiefung Bildende Kunst. Nach Lehraufträgen an der HBK Saar, Saarbrücken, UCA Canterbury und der Glasgow School of Art, hatte sie von 2019 bis 2021 die V.d. Professur der Fachklasse Zeichnung an der HBK Braunschweig inne.

## Werk

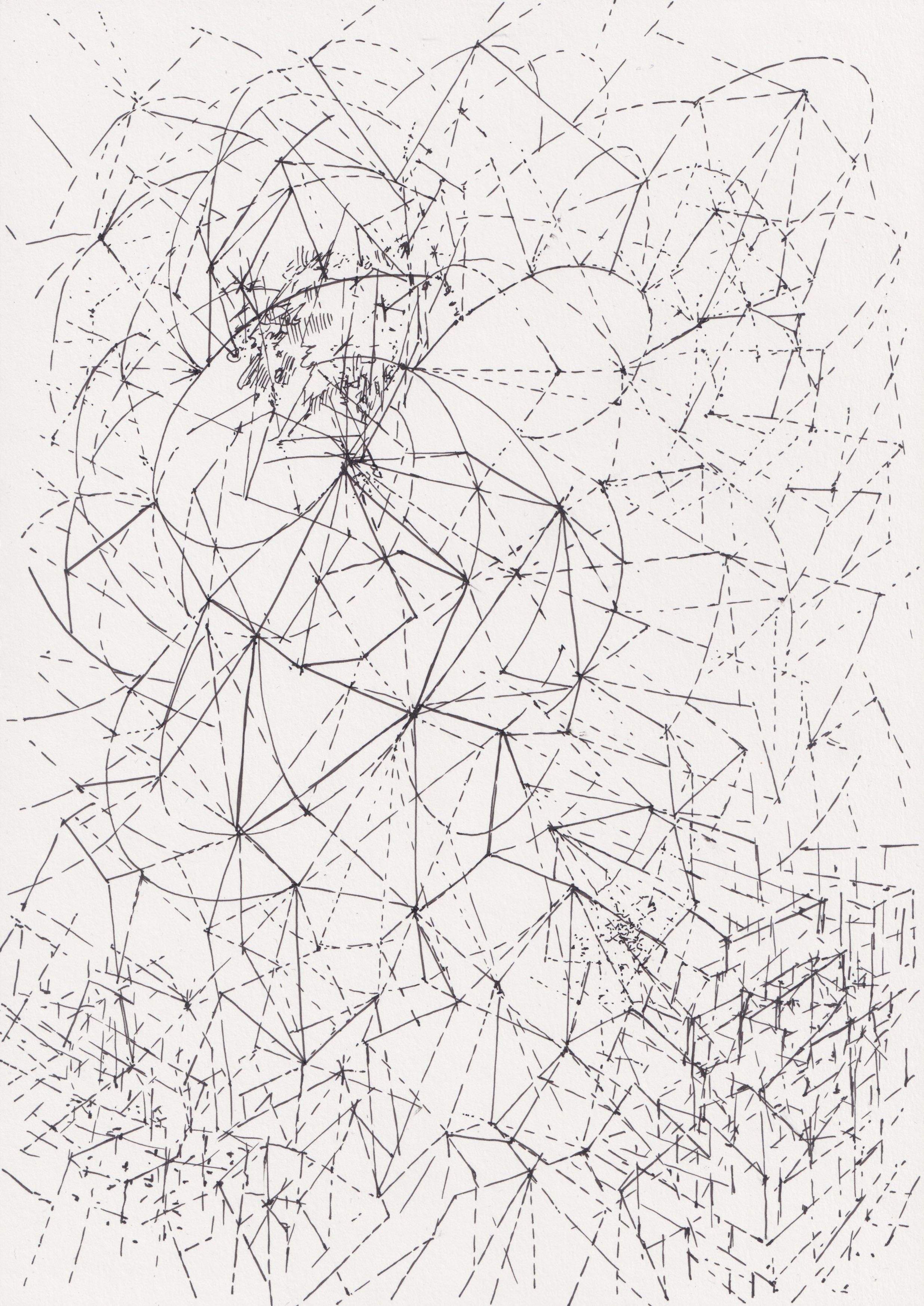
Rotation, 2021. Photo: Irene Weingartner

2007 entwickelte Irene Weingartner das System für ihre Seismographischen Aufzeichnungen vom Körper ausgehend, welche seither den Hauptstrang ihres Werks bilden.
Der Kunstwissenschaftler   Emmanuel Mir beschreibt ihre Vorgehensweise für die Seismographischen Aufzeichnungen folgendermaßen:
„Für die Durchführung dieser Arbeit versetzt Weingartner sich in einen besonders feinen Zustand der Wahrnehmung. Vom Körper oder der Umgebung ausgehende Signale werden zunächst vom Hirn registriert und an den Arm, die Hand und den Bleistift übermittelt, bevor sie auf Papier gebracht werden. Wie bei einem Seismografen, verwandelt sich der Körper der Künstlerin bei diesem Vorgang in ein Aufzeichnungsgerät, das innere Impulse in sichtbare Spuren übersetzt. Sie verwendet ihre Instrumente wie ein Pendel, der die in der Konzentration angesammelte Kraft weiterleitet. Irene Weingartner hat also eine künstlerische Methode entwickelt, um körperliche Impulse direkt und möglichst störungsfrei auf das Blatt zu bringen.“

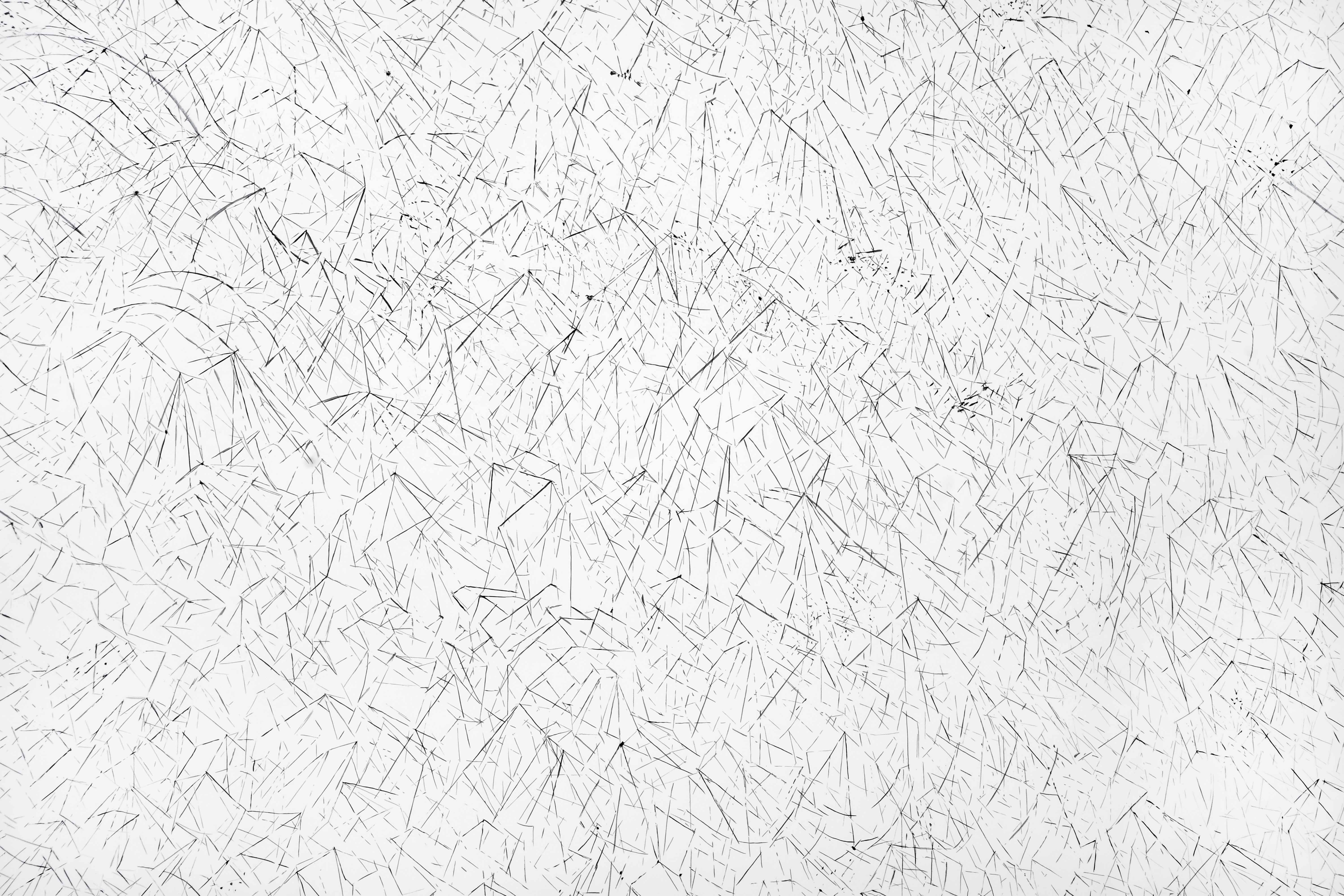
Seismographische Aufzeichnung (Signale Nr. U.D. 04), 2022 (Detail). Photo: Irene Weingartner

2012 wurde das Buch „Aufzeichnungsmaschine – Recording Machine“ veröffentlicht, worin Weingartner Wissenschaftler und Wissenschafterinnen aus verschiedenen Disziplinen befragt, ob es denn mit dem von ihr entwickelten Verfahren möglich wäre, ein Bildgebendes Verfahren herzustellen.
Von diesem Hauptstrang her verszweigen sich die Arbeiten Weingartners in verschiedene Richtungen bis ins dreidimensionale hinein; seit 2014 beschäftigt sie sich mit der Frage, wie sie von den Seismographischen Aufzeichnungen vom Körper ausgehend architektonische Strukturen und somit Architektonische Skulpturen entwickeln könnte.

## Preise und Stipendien
- 2022: Neustart Kultur, Förderbeitrag Nordrhein-Westfalen
- 2015: Visiting Artist‘s Studios The Booth, Scalloway, Shetland, Schottland
- 2014: Frans Masereel Centrum, Printworkshop, Kasterlee, Belgien
- 2013: WASPS, Visiting Artist‘s Studios, Glasgow
- 2012: Werkstipendium der Stadt Zürich[6]
- 2008: Gastatelier, Raketenstation, Museum Insel Hombroich
- 2003: Werkbeitrag der Stadt und des Kantons Luzern
- 2004: Werkbeitrag des Kantons Zürich

## Ausstellungen (Auswahl)

### Einzelausstellungen
- 2001: Pixels are fish, th53, London
- 2005: flight of fantasy, Museum Rathaus Sursee
- 2008: Signale, White Space, Zürich
- 2010: Linie234, mit Hanne Darboven, Schauort, Zürich
- 2014: Open@Southblock, Glasgow
- 2018: PHANTOM, Computertomographien von Modellen, Universitätsklinikum Düsseldorf
- 2022: In welchem Raum sein, Galerie Kunstverein Sebastianskapelle e.V. Ulm

### Gruppenausstellungen
- 2001:	I heard you looking, Music Video, mit Paul Rooney, Notting Hill Arts Club, London
- 2003:	Synapsen, Kunsthalle Luzern
- 2004:	Kunstkoordinaten, Turbine, Giswil
- 2005:	Kunstraum exex, St. Gallen
- 2008: Jahresausstellung, Kunstmuseum Luzern
- 2011:	Darmstädter Sezession, Designhaus Darmstadt
- 2011:	Catch of the Year, Dienstgebäude, Zürich
- 2012:	Werk- und Atelierstipendium, Helmhaus Zürich
- 2012:	VFO, Verein für Originalgraphik, Zürich
- 2012:	durchblicken und abprallen, K3 Project Space, Zürich
- 2013:	re : gegenweiss, REMISE, Zürich
- 2014:	Museum focus Terra, ETH Zürich
- 2015:	Staff Stuff, Ausstellungsraum, ZHdK Zürich
- 2016:	Paper Tiger, Studio Bronx, Neuss
- 2016:	Gegen Weiss: Peripherien der Zeichnung, Palais für aktuelle Kunst PAK, Glückstadt
- 2017:	Fields of Wheat, Transmission Gallery, Glasgow
- 2017:	10 jähriges Bestehen, Kunstverein Duisburg
- 2017:	Basis, Kunsthalle Luzern
- 2018:	Suspended Sculpture, Antichambre, Wilko Austermann, Düsseldorf
- 2018:	Kunstszene Zürich, Stiftung Binz 39, Zürich
- 2018:	Short Visibles II, (Screening) Kunstmuseum Villa Zanders, Bergisch Gladbach
- 2019:	from line to surface, RaumX, London
- 2021:	ZENTRAL! Kunstmuseum Luzern
- 2021:	Strickstärke II, Kunstwerke, Köln
- 2022:	Gulliver‘s Sketchbook, KAI10 Arthena Foundation,  Düsseldorf, DE[7]
- 2023:	Members & Guests, Verein für Originalradierung, München
- 2023:	DIE GROSSE, Museum Kunstpalast, Düsseldorf
- 2024  Düsseldorfer Schule, Redaktion. Luzern

## Publikationen
- Gullivers Sketchbook. Zur Ausstellung im Kai10 Arthena Foundation, Düsseldorf. Text von Claudia Friederich. 2022, ISBN 978-3-941724-05-1.
- Irene Weingartner – Fliegende Horizonte. Publikation zur Ausstellung, Galerie Haus Schlangeneck. Text: Reinhard Spieler. 2021, ISBN 978-3-9822303-4-4.
- Irene Weingartner –  AUFZEICHNUNGSMASCHINE  / RECORDING MACHINE. Mit Textbeiträgen von Elke Bippus, Rachel Mader und Lisa Stutz. edition clandestin, 2012, ISBN 978-3-905297-39-3.[8]
- Systeme, Mögliche Systeme zu den Seismographischen Aufzeichnungen, Irene Weingartner. Hg. Schauort Zürich, Zürich 2010.
- Schmerz in den Künsten. Bild – Textbeitrag (mit Elke Bippus), Hg. Corina Caduff und Tan Wälchli. Zürcher Hochschule der Künste, ZHdK, Zürich 2008, ISBN 978-3-906437-26-2.